# Koury
Koury es una comuna o municipio del círculo de Yorosso de la región de Sikasso, en Malí. En abril de 2009 tenía una población censada de 54 290 habitantes.
Se encuentra ubicada al sur del país y al oeste de la región de Yorosso, junto a la frontera con Burkina Faso.